# Trosa stad
Trosa stad var en stad och kommun i Södermanlands län.

## Administrativ historik
Den medeltida staden Trosa låg ursprungligen på åkergärdena söder om Trosa lands kyrka, i närheten av Vagnhärad. Fynd visar att en stadsliknande bildning fanns här redan på 1200-talet. I skriftliga källor omtalas staden första gången 1383, medan dess äldsta stadsprivilegier härrör från 1454. Efter landhöjning så flyttades staden i början av 1600-talet och denna nya stad fick sina stadsprivilegier 19 april 1610 utfärdade av Karl IX.
Staden blev en egen kommun, enligt Förordning om kommunalstyrelse i stad (SFS 1862:14) 1 januari 1863, då Sveriges kommunsystem infördes. Medan området runt staden, Trosa socken med Trosa landskommun och Trosa landsförsamling, genomgick flera förändringar så var staden intakt till 1971, då staden blev Trosa kommun som enbart omfattade stadens område. Denna uppgick 1974 i Nyköpings kommun, men följde med i den nya Trosa kommun som utbröts 1992.
Trots sin ringa folkmängd (Trosa var med under 1 000 invånare på 1930-talet en av Sveriges minsta städer) behölls den egna jurisdiktionen ända fram till och med 1947, varefter magistrat och rådhusrätt upphörde och staden lades under landsrätt i Nyköpings domsagas tingslag.
Stadens församling var Trosa stadsförsamling.

### Sockenkod
För registrerade fornfynd med mera så återfinns staden inom ett område definierat av sockenkod 0377 som motsvarar den omfattning staden hade kring 1950.

## Stadsvapnet
Blasonering: I blått fält en roddbåt med två par åror av guld och däröver en bildad måne av silver.
Vapnet fastställdes för Trosa stad 1934 och går tillbaka på ett sigill från 1600-talet. Båten anses syfta på strömmingsfiske. När Trosa år 1974 uppgick i Nyköpings kommun kom vapnet ur bruk. När nya Trosa kommun bildades 1992 registrerades det gamla stadsvapnet hos PRV för den nya kommunen.

## Geografi
Trosa stad omfattade den 1 januari 1952 en areal av 5,65 km², varav 5,62 km² land. Efter nymätningar och arealberäkningar färdiga den 1 januari 1961 omfattade staden samma datum en areal av 5,75 km², varav 5,72 km² land.

### Tätorter i staden 1960
I Trosa stad fanns tätorten Trosa, som hade 1 322 invånare den 1 november 1960. Tätortsgraden i staden var då 100,0 procent.

## Politik

### Mandatfördelning i Trosa stad, valen 1919–1966
| 6 | 8 | 6 |

| 18 |

| 5 | 8 | 7 |

| 18 |

| 4 | 5 | 11 |

| 18 |

| 5 | 2 | 2 | 11 |

| 19 |

| 6 | 1 | 2 | 11 |

| 18 |

| 6 | 2 | 12 |

| 18 |

| 9 | 11 |

| 17 | 3 |

| 10 | 1 | 9 |

| 17 | 3 |

| 1 | 10 | 4 | 5 |

| 16 | 4 |

| 11 | 5 | 4 |

| 15 | 5 |

| 10 | 5 | 5 |

| 14 | 6 |

| 10 | 2 | 3 | 5 |

| 16 | 4 |

| 11 | 2 | 3 | 4 |

| 17 | 3 |

| 9 | 2 | 4 | 5 |

| 16 | 4 |